# Пятьдесят худших фильмов всех времён
«Пятьдеся́т ху́дших фи́льмов всех времён (и как они до такого докатились)» (англ. TThe Fifty Worst Films of All Time (and How They Got That Way)) — книга Гарри Медведа и Рэнди Дрейфуса вышедшая в 1978 году. В подготовке книги принимал участие Майкл Медвед. В ней в алфавитном порядке представлена подборка статей (синопсис, мнение авторов о качестве фильма и список современных рецензий на фильм) про самые худшие звуковые фильмы из тех, что когда-либо были сняты.
Авторы намеренно исключили из своего поля зрения немые фильмы, поскольку посчитали их «отдельным и неповторимым видом искусства, и что оценивать их наравне со звуковым кино подобно тому, как взвешивать вместе яблоки и апельсины». При составлении книги авторы отобрали самые вопиющие примеры, чтобы показать наиболее не уважаемые жанры вроде blaxploitation (например фильм «Горе-человек»). Кроме того выборка ограничивается лишь теми зарубежными фильмами, которые шли в прокате в США, поскольку авторы посчитали несправедливым рассматривать лишь американские кинокартины, хотя и учли, что крайне сложно произвести отбор из всего мирового кинематографа за всё время его существования, как и то, что читатели вряд ли сами когда-либо столкнутся с подобными фильмами.
И хотя большую часть списка занимает малобюджетная научно-фантастическая кинопродукция, в книге также нашлось место и для мейнстримовых фильмов, выходивших в широкий прокат: «Аэропорт 1975», «В прошлом году в Мариенбаде», «Великий Алакадзам», «Выходные в Калифорнии», «Иштар», «Майра Брекинридж», «Наконец-то любовь», «Омен», «Потерянный горизонт», «Поторопи закат», «Принесите мне голову Альфредо Гарсиа», «Ричард Львиное Сердце», «Скажи лишь одно для меня», «Соломон и царица Савская».
Позднее братья Медведы продолжили тему худших фильмов в книгах «Удостоенные „Золотой индюшки“», где вновь были представлены плохие и низкокачественные фильмы, и «Зал позора Голливуда», в которой были подробно рассмотрены примеры нескольких финансовых провалов в кино, а также сосредоточено внимание на двух вещах: актёрской игре и особенностях киномонтажа.

## Оценки
Американский историк кино, адъюнкт-профессор и исполняющий обязанности заведующего кафедрой изобразительного и медиаискусства в Колледже Эмерсон Эрик Шефер в 1999 году писал: 
Культ „плохого фильма“ стал отчётливо очевиден с выходом в свет двух книг — «Пятьдесят худших фильмов всех времён» (1978) и «Удостоенные „Золотой индюшки“» (1981), но его корни могут быть отслежены до 1962 года. Тогда 33-летний любитель фильмов о монстрах и начинающий режиссёр Джо Данте опубликовал в журнале Famous Monsters of Filmland (№ 18, p. 14—23) статью «Ад Данте» со списком пятидесяти худших из когда-либо снятых фильмов ужасов.
Американский литературовед и киновед, профессор и заведующий кафедрой английского языка Пенсильванского университета Джеймс Инглиш в 2008 году в своей монографии «Экономика престижа: премии, награды и круговорот культурных ценностей» отметил, что книга положила начало наградам, присуждаемым за «худшие фильмы», чьё количество «почти сравнялось с обычными наградами».

## Издания книги
- Medved, Harry, and Randy Dreyfuss. The Fifty Worst Films of All Time (And How They Got That Way). 1978, Warner Books.  ISBN 0-445-04139-0.
- Medved, Harry, and Randy Dreyfuss. The Fifty Worst Films of All Time (And How They Got That Way). 1978 (1980 Reprint), Australia: Angus & Robertson Publishers,  ISBN 0-207-95891-2 (cased edition), 0 207 95892 0 (limp edition).
- Medved, Michael. The Fifty Worst Films Of All Time. 1980.  ISBN 0-449-04139-5.